# آنیلوکس
در چاپ فلکسو، آنیلوکس روشی است برای اندازه‌گیری مقدار مرکب انتقالی به پلیت چاپ که قابل تغییر است. رول آنیلوکس یک سیلندر سخت است که معمولاً از یک هسته فولادی یا آلومینیوم ساخته شده‌است که توسط یک سرامیک صنعتی پوشش داده شده‌است که سطح آن حاوی میلیون‌ها حفره بسیار ریز است که به عنوان سلول شناخته می‌شود.

## کاربرد
بسته به جزئیات تصاویری که باید چاپ شوند، اپراتور چاپ یک سیلندر anilox را با یک گام بالاتر یا پایین‌تر انتخاب می‌کند. از سیلندرهای با حجم بالا استفاده خواهیم کرد هنگامی که مقدار انتقال زیاد مرکب مورد نظر است. آنیلوکس‌های با حجم کم، دقت بالاتر و تعداد خط بیشتر در اینچ برای چاپ تصاویر عکاسی شده یا فرایند چهار رنگ استفاده می‌شوند. گاهی اوقات برای یک پروژه چاپی از چندین نوع آنیلوکس با مقادیر متفاوت استفاده می‌شود. به مرور اپراتورهای چاپ به مهارت استفاده و انتخاب سیلندرهای آنیلوکس خواهند رسید. با توجه به طراحی ماشین چاپ، نورد آنیلوکس در مرکبدان غوطه ور یا توسط یک نورد دیگر که metering roller نامیده می‌شود تغذیه مرکب می‌شود و به هر صورت مقدار زیادی مرکب روی نورد آنیلوکس خواهد نشست و این مقدار توسط یک تیغه که تیغه دکتر نام دارد،کنترل می‌شود.
در نهایت این رول با پلیت فتوپلیمری در تماس مستقیم است و مرکب را بر روی آن منتقل می‌کند.
انتخاب رول Anilox باید بر اساس حجم سلول یا ظرفیت سلول‌های حکاکی شده باشد. نتایج چاپی به توجه به این حجم حاصل می‌شود در بهپلیت و در آخر به سطح چاپ شونده منتقل می‌شود. در نهایت ۲۵ تا ۴۵ درصد از این حجم به سطح چاپ شونده منقل می‌شود. سلول‌های در طول زمان و استفاده به طرق مختلف مانند گرفتگی دچار آسیب می‌شوند.
ما قادر هستیم نوردهایی با سلول‌های مختلف و شمارگان متفاوت تولید کنیم.

## ساخت رول و مشخصات
رول‌های Anilox با استفاده از یک فرایند حکاکی مکانیکی ساخته شده می‌شوند، با استفاده از ابزار سخت مانند مته الماس یا روش‌های مدرن مانند استفاده از لیزر تولید می‌شوند. از خصوصیات رول آنیلوکس انتقال مرکب به پلیت‌های چاپ است: زاویه سلول، حجم سلول و تعداد سلول در خط.
زاویه ۶۰ درجه، حداکثر تراکم را در فضای مشخصی تضمین می‌کند. حجم کمتر باعث کاهش جوهر می‌شود.

### مشخصات رول Anilox: تعداد خط یا انتقال حجم
چهار راه برای تعیین رول Anilox وجود دارد. بر اساس حجم انتقال، بر اساس شمارش خط، استاندارد آمریکا یا استاندارد اروپا.

#### انتقال حجم
استاندارد اروپایی برای حجم انتقال، cm³ / m² یا سانتی‌متر مکعب در هر متر مربع است که این بدان معنی است که چه حجمی (سانتی‌متر مکعب) از مرکب بر روی سطح (متر مربع) سطح چاپ شونده منتقل خواهد شد.
گاهی اوقات تأمین کنندگان مرکب وزن توصیه‌هایی برای انتقال مرکب بر حسب گرم بر متر مربع ارائه می هند. در این صورت شما قبل از تبدیل g / m² به cm³ / m² باید چگالی مرکب را بدانید.
استاندارد آمریکایی برای حجم انتقال BCM/in² همچنین BCM/sq in یا BCM است که به معنی میلیارد مکعب در هر اینچ مربع است. میکرومتر مکعب (μm³) یک واحد حجم است و یک میلیارد مکعب مکعب (۱٬۰۰۰٬۰۰۰٬۰۰۰ میکرومتر) برابر با ۰٫۰۰۱ سانتی‌متر است، همچنین می‌دانیم که یک متر مربع برابر با ۱۵۵۰ متر مربع است.
به طوری که: 1BCM/in² = 1.55 cm³/m²